# Kinesisk gräslök
Kinesisk gräslök, 韭菜 (kow choi), (Allium tuberosum Rottler ex Sprengel) är en art i familjen Amaryllisväxter.

## Beskrivning
Kinesisk gräslök är i huvudsak odlad tetraploid (kromosomtal 2n = 32).
Kinesisk gräslök är lätt att skilja från vanlig gräslök (Allium schoenoprasum), då den senare har lila blommor och trinda, ihåliga blad.
Den närbesläktade doftlöken, (Allium ramosum) skiljs genom sina ihåliga blad och hylleblad med röd mittnerv.

Flock

Kinesisk gräslök växer med cylindriska lökar i täta klungor, lökhöljet är ljust gulbrunt, mer eller mindre nätlikt. Bladen är smalt linjära, platta och ej ihåliga och 1,5 – 8 mm breda. Blomstängeln blir 25 – 60 cm hög och är vanligen tvåkantig. Blommorna sitter samlade i runda mer eller mindre sfäriska flockar med många blommor, som sitter i bladvecken. Hyllebladen är rent vita, ibland med en grön mittstrimma. Den blommar i juli — september.
Hela växten har en mild smak av vitlök.

## Habitat
Man känner till endast en enda vild population i Kina (sydvästra Shanxi). Den har normal kromosomuppsättning (diploid, kromosomtal 2n = 16).
Vildväxande kinesisk gräslök finns i Iowa och Nebraska samt i counties Iowa (förväxla ej med delstaten Iowa) och Dane i Wisconsin, USA , men är inte ursprunglig där. Dess ploiditet framgår ej av referensen.

## Etymologi
- Släktnamnet Allium är hämtat från Romerska rikets namn på vitlök. Författaren Plautus (född ca 254 f.Kr.) använde det.
- Artepitetet tuberosum kommer av latin tuber = knöl med syftning på rotens utseende.

## Bilder

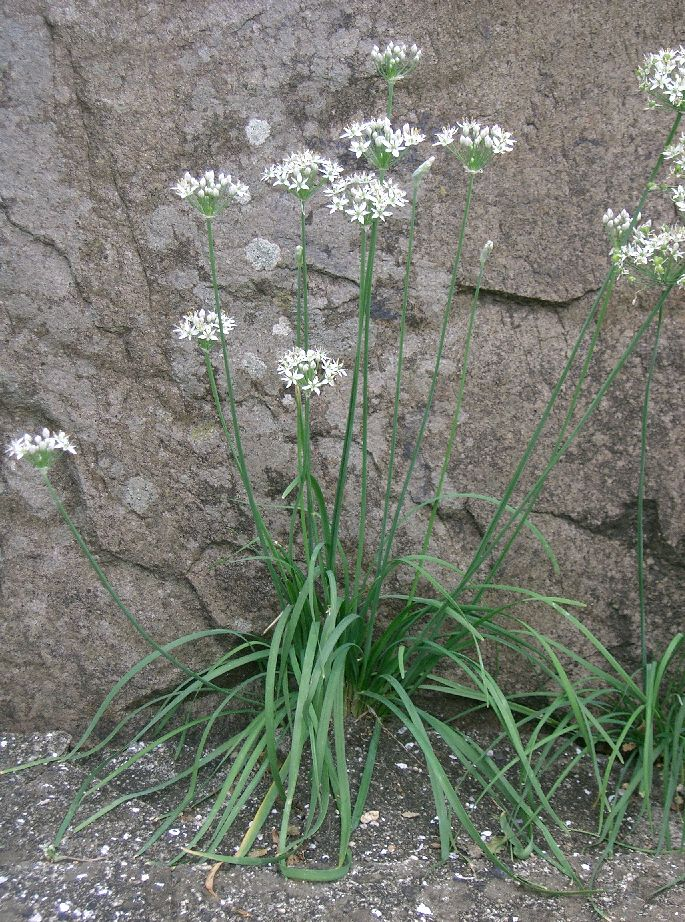
En blommande tuva
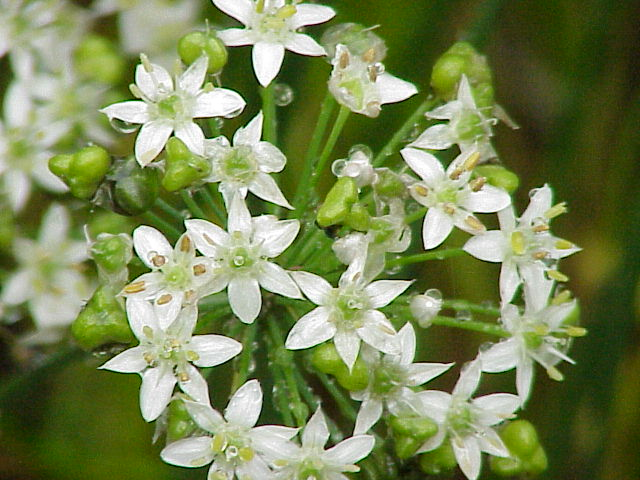
Blommor i flock
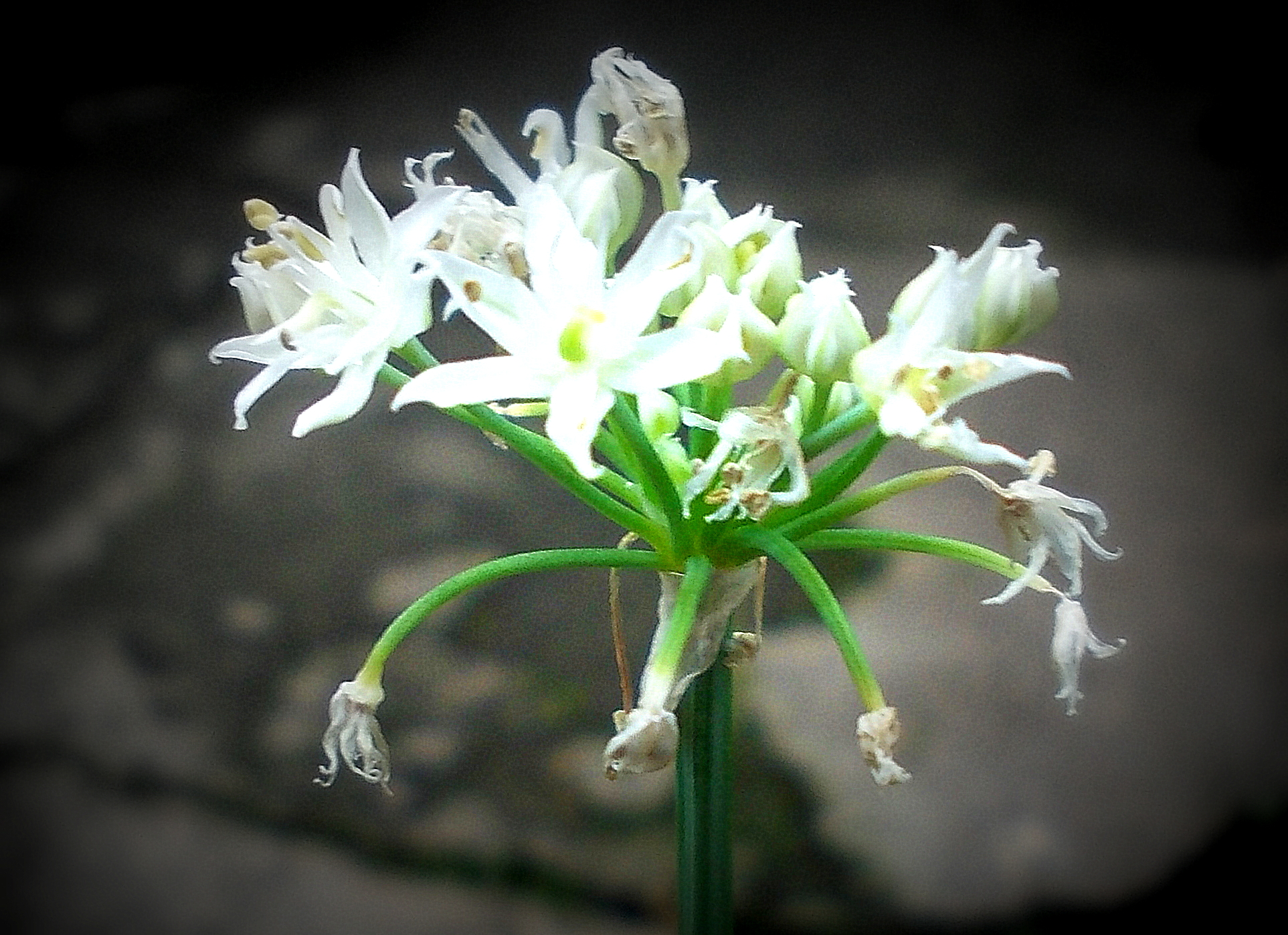
Nederst några utblommade blommor
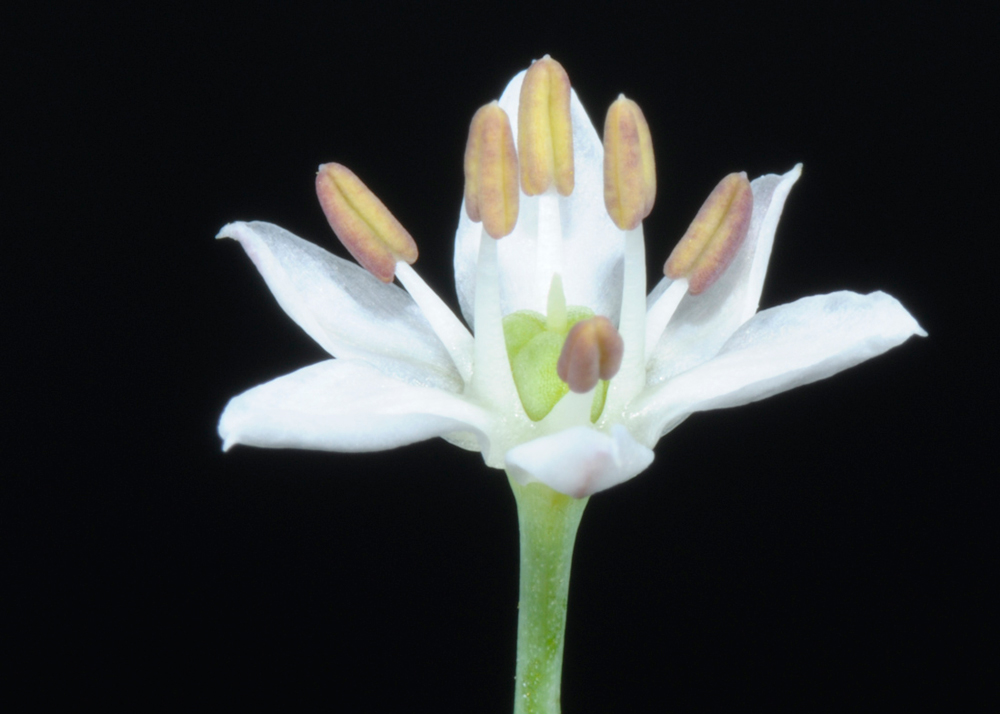
Sex ståndare kring en pistill
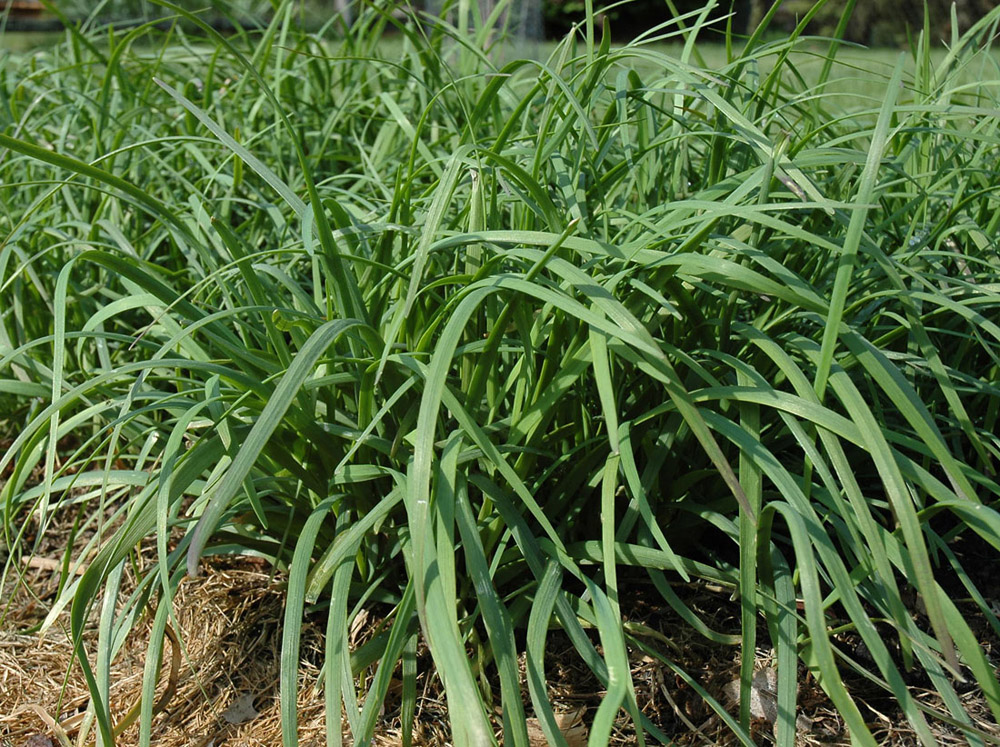
Blad
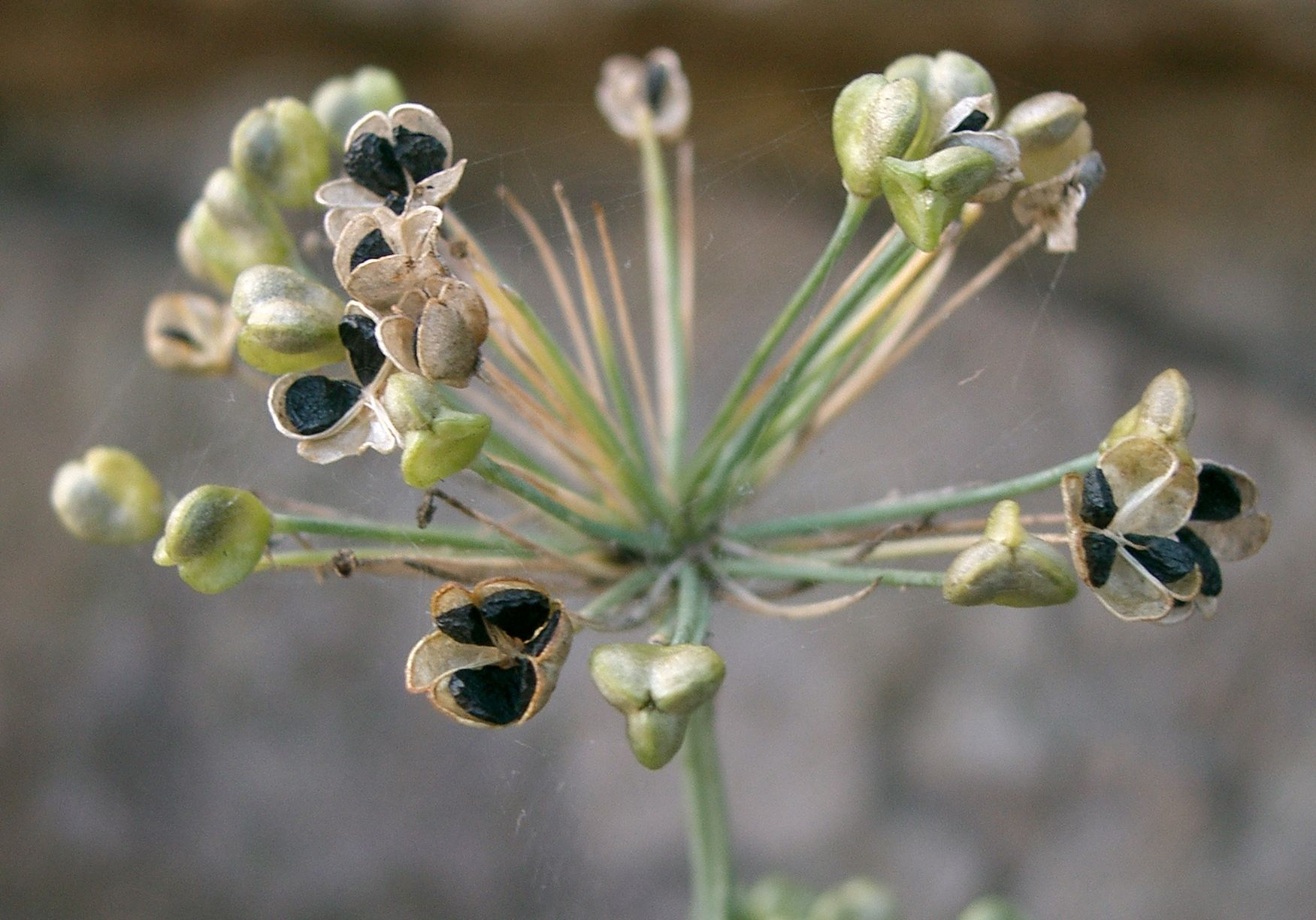
Frukter
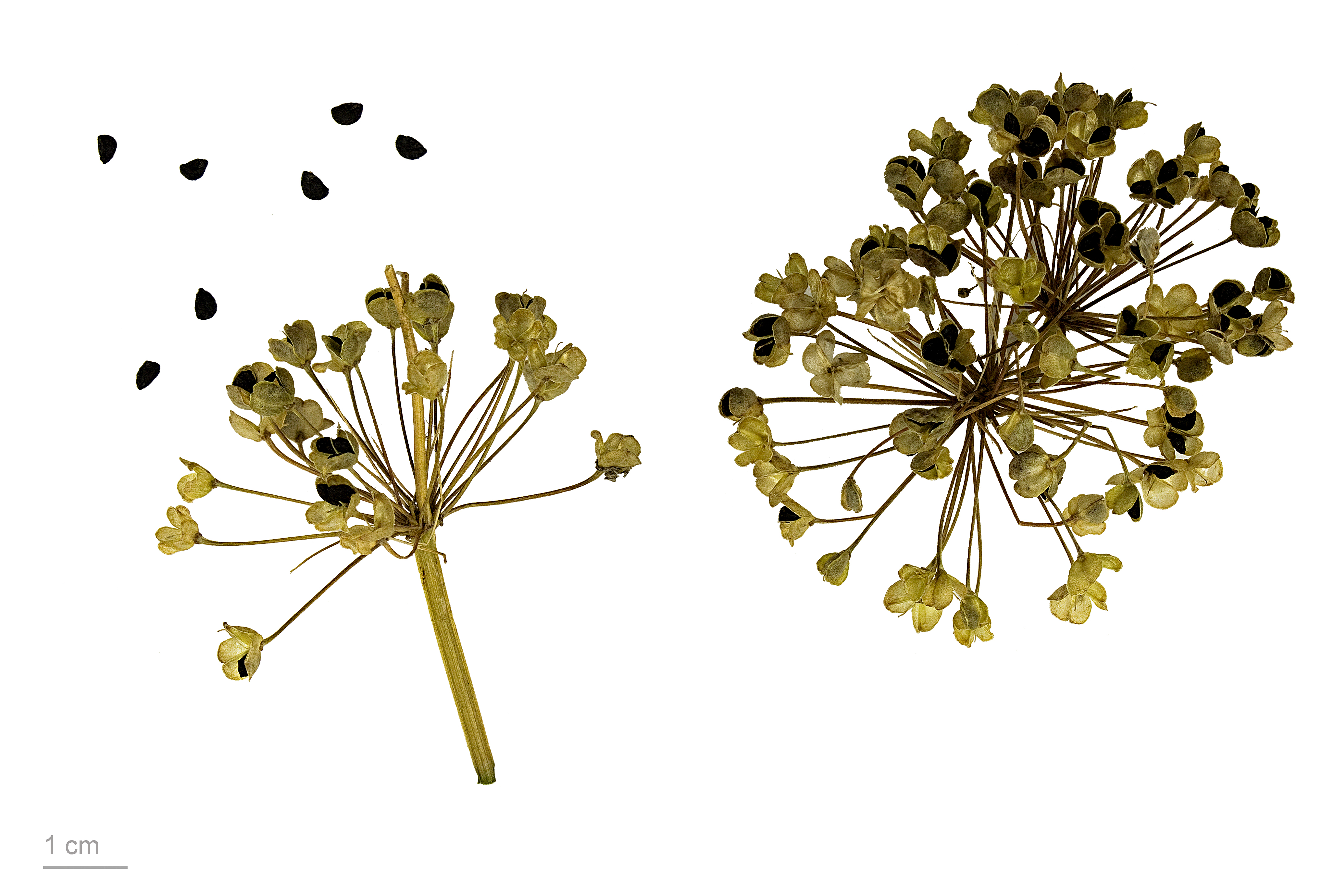
Frukter och frön
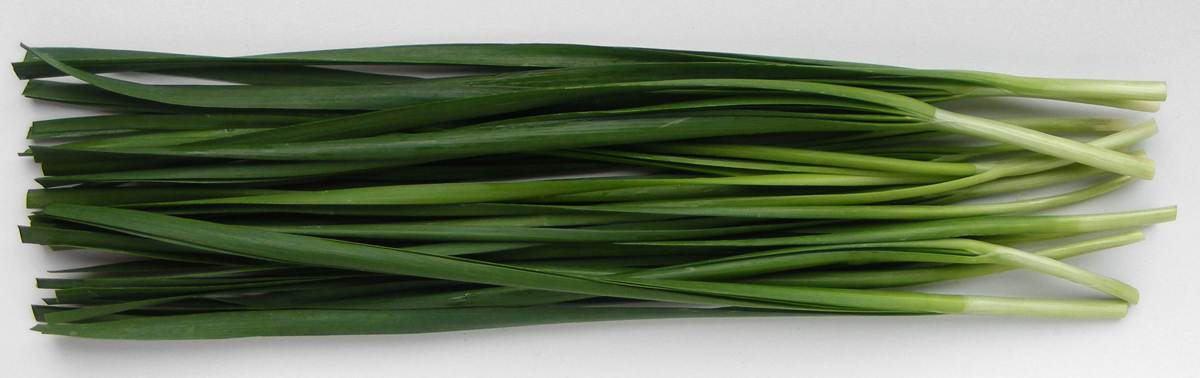
Klar för konsumtion